# Tomt
En tomt, förr även toft, är ett markområde som är bebyggt, eller avses att bebyggas. En tomt kan vara en egen fastighet eller del av en fastighet. En fastighet kan bildas via en lantmäteriförrättning genom avstyckning. En skogs- och jordbruksfastighet räknas inte som tomt men kan delvis bestå av tomtmark.
Tomten har normalt alltid tillgång till vägnätet, ibland genom ett skaft, en smal markremsa för infart, och då kallas den skafttomt.
Man skiljer mellan tomtmark och allmän mark. På allmän kommunalägd mark får kommunen inte hyra ut mark till exempelvis reserverade parkeringsplatser utan marken ska vara tillgänglig för allmänt nyttjande.

## Tomttyper ur marknadssynpunkt
Inom fastighetsbranschen skiljer man mellan två begrepp när det gäller hur nära vatten tomten befinner sig:
- Sjötomt är samma sak som strandtomt och går ända ner till vattnet.
- Strandtomt sträcker sig ner till vattnet, men allmänheten har tillträde till strandremsan närmast vattnet, vanligen i form av en stig som går utefter stranden. Inom tätbebyggda områden har det blivit alltmer vanligt att kommunerna vid nystyckning av tomter begränsar sjönära tomter till typen strandtomt för att underlätta för allmänheten att få tillgång till stränderna.

Inom mäklarkåren förekommer dessutom följande två begrepp:
- Sjönära innebär att tomten på den del som ligger närmast sjön ligger på promenadavstånd från sjön utan att man specificerar avståndet. Normalt anses 2-3 minuters promenad motsvara ett vedertaget avstånd för att kallas sjönära.
- Sjöglimt innebära att tomten på den del som ligger närmast sjön under vissa förhållanden är synlig. Hur långt från stranden är dock inte definierat.

Alla fyra ovanstående begrepp innebär i praktiken olika prisklasser och kan skilja sig avsevärt vid i övrigt samma förhållanden för tomten.